# قطعنامه ۲۵۰ شورای امنیت
قطعنامه ۲۵۰ شورای امنیت سازمان ملل متحد که در تاریخ ۲۷ آوریل ۱۹۶۸ تصویب شد، سندی بین‌المللی دربارهٔ وضعیت خاورمیانه است. این قطعنامه طی نشست ۱۴۱۷ام
با ۱۵ موافق،۰ مخالف و۰ ممتنع تصویب شد.